# Gornja Rašenica
Gornja Rašenica (česky Horní Rášenice) je vesnice v Chorvatsku v Bjelovarsko-bilogorské župě, spadající pod opčinu města Grubišno Polje. Nachází se asi 4 km jihovýchodně od Grubišna Polje a asi 10 km severně od Daruvaru. V roce 2011 zde žilo 89 obyvatel. V roce 1991 bylo 15 % obyvatel (30 z tehdejších 200 obyvatel) české národnosti.

## Sousední sídla
| Růžice kompasu |                | Mala Peratovica | Dapčevački Brđani | Růžice kompasu |
| Růžice kompasu | Grubišno Polje | Sever           | Treglava          | Růžice kompasu |
| Růžice kompasu | Grubišno Polje | Gornja Rašenica | Treglava          | Růžice kompasu |
| Růžice kompasu | Grubišno Polje | Jih             | Treglava          | Růžice kompasu |
| Růžice kompasu | Donja Rašenica |                 |                   | Růžice kompasu |